# Konstantin Petrow
Konstantin Petrow, ros. Константин Валерьевич Петров (ur. 18 marca 1972 w Ałczewsku) – ukraiński działacz sportowy.
Prezes klubu piłkarskiego Stal Ałczewsk, występującego w sezonie 2005/2006 w Wyszczej Lidze, przedstawiciel rady dyrektorów SP „Promeksport”, zrzeszającej przedsiębiorców regionu Donbassu; był również prezesem klubu tenisa stołowego „Donbass” Ałczewsk.